# Protocetus
Protocetus atavus («перший кит») — вимерлий вид примітивних китоподібних з Єгипту. Він жив у період середнього еоцену 45 мільйонів років тому. Перший відкритий протоцетид, Protocetus atavus, був описаний Фраасом у 1904 році на основі черепа та ряду пов’язаних з ним хребців і ребер, знайдених у морському вапняку тетійського періоду середнього лютеція з Гебель-Мокаттама поблизу Каїра, Єгипет.

## Опис

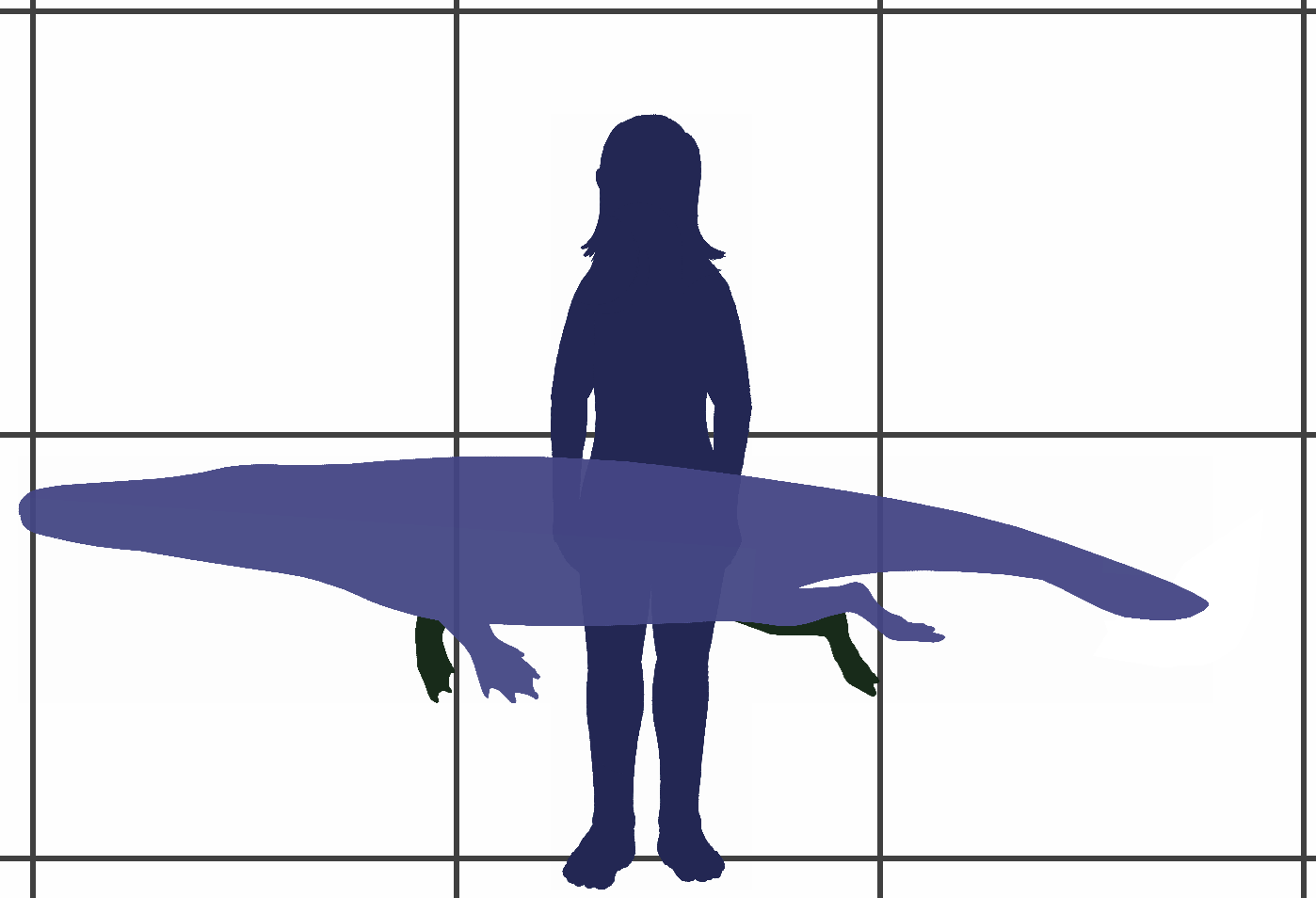
Розмір Protocetus порівняно з людиною.

Вважається, що Protocetus мав обтічне, схоже на кита тіло довжиною близько 2.5 метрів, але, ймовірно, був примітивним у деяких аспектах.
Багато протоцетидів (наприклад, Maiacetus, Rodhocetus) мали добре розвинені іномінації та задні кінцівки, часто прикріплені до хребта за допомогою крижів. Відомо, що Protocetus мав принаймні одну крижову хребетну, і, ймовірно, мав задні кінцівки та перетинчасті пальці. Форма кісток у хвостах говорить про те, що він міг мати хвостовий пливець, як у сучасних китів.
Довжина голови Protocetus була близько 0.6 метра. Щелепи були довгими і з гострими зубами. Хоча у нього не було справжнього отвору, ніздрі були розміщені далі на голові, ніж у більшості наземних ссавців. На відміну від більш примітивного Pakicetus, будова вух свідчить про те, що Protocetus міг правильно чути під водою, хоча малоймовірно, що він міг би ехолокувати. Так само він зберіг достатній нюховий апарат, щоб мати хороший нюх, хоча, ймовірно, він більше покладався на свій зір, щоб знайти здобич.